# (2805) Kalle
(2805) Kalle est un astéroïde de la ceinture principale.

## Description
(2805) Kalle est un astéroïde de la ceinture principale. Il fut découvert le 15 octobre 1941 à Turku par Liisi Oterma.
Il fut nommé en honneur de Kalle Väisälä.
Il présente une orbite caractérisée par un demi-grand axe de 2,69 UA, une excentricité de 0,15 et une inclinaison de 6,9° par rapport à l'écliptique.

## Compléments